# Drepanogynis devia
Drepanogynis devia là một loài bướm đêm trong họ Geometridae.